# بنجامين كرومويل فرانكلين
بنجامين كرومويل فرانكلين هو سياسي أمريكي، ولد في 25 أبريل 1805 في جورجيا في الولايات المتحدة، وتوفي في 25 ديسمبر 1873. انتخب عضو مجلس نواب تكساس ‏ وانتخب عضو مجلس ولاية تكساس ‏.